# Halowe Mistrzostwa Świata w Lekkoatletyce 1999 – skok o tyczce mężczyzn
Skok o tyczce mężczyzn – jedna z konkurencji rozgrywanych podczas halowych mistrzostw świata w lekkoatletyce w 1999, zmagania w niej odbyły się 7 marca.
Do konkursu zgłoszonych zostało 10 zawodników z 7 państw.
Zawody w tej konkurencji wygrał reprezentant Francji Jean Galfione. Drugą pozycję zajął zawodnik ze Stanów Zjednoczonych Jeff Hartwig, trzecią zaś reprezentujący Niemcy Danny Ecker.

## Wyniki
| Miejsce | Zawodnik           | Państwo           | Wysokość (m) | Wysokość (m) | Wysokość (m) | Wysokość (m) | Wysokość (m) | Wysokość (m) | Wysokość (m) | Wysokość (m) | Wynik | Uwagi |
| Miejsce | Zawodnik           | Państwo           | 5,50         | 5,70         | 5,80         | 5,85         | 5,90         | 5,95         | 6,00         | 6,05         | Wynik | Uwagi |
| ------- | ------------------ | ----------------- | ------------ | ------------ | ------------ | ------------ | ------------ | ------------ | ------------ | ------------ | ----- | ----- |
| 01 !    | Jean Galfione      | Francja           | O            | O            | –            | XXO          | XXO          | X-           | XO           | XXX          | 6,00  | CR    |
| 02 !    | Jeff Hartwig       | Stany Zjednoczone | XO           | O            | O            | XXO          | O            | O            | XXX          | –            | 5,95  | AR    |
| 03 !    | Danny Ecker        | Niemcy            | O            | O            | O            | O            | XXX          | –            | –            | –            | 5,85  |       |
| 4.      | José Manuel Arcos  | Hiszpania         | O            | O            | XXX          | –            | –            | –            | –            | –            | 5,70  |       |
| 4.      | Igor Potapowicz    | Kazachstan        | –            | O            | –            | –            | XX-          | X            | –            | –            | 5,70  | SB    |
| 6.      | Romain Mesnil      | Francja           | XO           | O            | XXX          | –            | –            | –            | –            | –            | 5,70  |       |
| 6.      | Andrej Tiwontschik | Niemcy            | XO           | O            | XXX          | –            | –            | –            | –            | –            | 5,70  |       |
| 8.      | Nick Hysong        | Stany Zjednoczone | XXO          | XXX          | –            | –            | –            | –            | –            | –            | 5,50  |       |
| –       | Nick Buckfield     | Wielka Brytania   | XXX          | –            | –            | –            | –            | –            | –            | –            | NM    |       |
| –       | Fumiaki Kobayashi  | Japonia           | XXX          | –            | –            | –            | –            | –            | –            | –            | NM    |       |